# 14 Dywizja Piechoty (Imperium Rosyjskie)
14 Dywizja Piechoty (ros. 14-я пехотная дивизия) – dywizja piechoty Armii Imperium Rosyjskiego, w tym okresu działań zbrojnych I wojny światowej.

## Charakterystyka
W 1914 wchodziła w skład 8 Korpusu Armijnego. Sztab dywizji stacjonował w Kiszyniowie. W tym czasie dywizja etatowo posiadała cztery pułki po cztery bataliony oraz brygadę artylerii polowej z 6 bateriami po 8 dział. Doświadczenie zdobyte podczas walk na frontach I wojny światowej  skutkowało zmianami organizacyjnymi. Zimą z 1916 na 1917 rozpoczęto reorganizację dywizji piechoty. Zredukowano liczbę batalionów z 16 do 12 i zmniejszono liczbę dział polowych na mniej aktywnych odcinkach frontu.

## Struktura organizacyjna
Organizacja w 1914:
- 1 Brygada Piechoty (Kiszyniów)
  - 53 Wołyński pułk piechoty (Kiszyniów)
  - 54 Miński pułk piechoty (Kiszyniów)
- 2 Brygada Piechoty (Bendery)
  - 55 Podolski pułk piechoty (Bendery)
  - 56 Żytomierski pułk piechoty (Tyraspol)
- 14 Brygada Artylerii (Kiszyniów)